# Luciano Kulczewski
Luciano Kulczewski (ur. 8 stycznia 1896 w Temuco, zm. 19 września 1972 w Santiago) – chilijski architekt, pochodzący z rodziny o polskich korzeniach.
Jego wczesne prace zostały uznane przez Republikę Chile za Narodowe Dziedzictwo Historyczne. Znany jest z oryginalnych projektów i charakterystycznych detali, które stosował w swoich projektach budynków.

## Życiorys
Urodził się 8 stycznia 1896 roku w Temuco, jego ojcem był Bolesław Eugeniusz Kulczewski (syn Polaka Antoniego Kulczewskiego, odznaczonego medalem Virtuti Militari za udział w powstaniu listopadowym), a matką Luisa Garcia Rodriques.
Luciano Kulczewski uczył się w chilijskim Instituto Nacional General Jose Miguel Carrera – prestiżowym liceum w Santiago, gdzie jego nauczycielem hiszpańskiego był Pedro Aguirre Cerda, późniejszy prezydent Chile. Kulczewski studiował na Wydziale Architektury Universidad de Chile w Santiago. W czasie studiów otrzymał trzy złote medale za swoje projekty wystawiane w Museo de Bellas Artes w Santiago.
W ostatnich lata życia chorował na białaczkę, zmarł 19 września 1972 roku w Santiago. Prochy Kulczewskiego rozsypali jego córka i syn na cmentarzu Pere-Lachaise w Paryżu i na wzgórzu San Cristobal w Santiago.
Kulczewski był żonaty z Lucią Ester Yangez Cerda, miał z nią dwoje dzieci: córkę Mireyę Kulczewski Yangez i syna Jaimego Kulczewskiego Yangeza.

## Style architektury
Jego projekty charakteryzują się stylem eklektycznym, w którym odnaleźć można elementy neogotyku, przez secesję, po styl modernistyczny. Był pionierem tych stylów w Chile.

## Poglądy i aktywność polityczna
Uważał, że architektura to narzędzie służące do tworzenia jakości życia i szczęścia ludzi. Mawiał, że „człowiek rodzi się po to, żeby być szczęśliwym”, twierdził, że zakup domu to najważniejsza inwestycja w życiu człowieka. Nie aprobował masowej produkcji standaryzowanych domów. Uważał, że dom powinien być wyjątkowym miejscem, inny dla każdej rodziny.
Kulczewski krytykował merkantylizm w otaczającej go praktyce architektonicznej. Z czasem zainteresował się ideami socjalizmu. Wraz z architektem Arturo Bianchim Guandianem utworzył partię socjalistyczną. Zaprojektował logo partii, które obowiązuje do dziś. W 1938 roku został szefem wygranej kampanii prezydenckiej Pedro Aguirre Cerda. Od stycznia 1939 do lutego 1940 był prezesem Caja de Seguro Obrero Obligatorio z obowiązkami odpowiadającymi dzisiejszemu ministrowi robót publicznych. W 1939 roku był przedstawicielem rządu chilijskiego na pierwszym Panamerykańskim Kongresie Godnych Mieszkań w Buenos Aires. Wówczas współpracował blisko z Salvadorem Allende, późniejszym prezydentem Chile w latach 1970–1973, który zginął w zamachu zorganizowanym przez generała Pinocheta, chilijskiego dyktatora.

## Dzieła
Niektóre z jego najbardziej znanych projektów to:
- Stacja kolejki linowej Pio Nono i restauracja Roof Garden (obecnie zburzona) na wzgórzu San Cristobal, Santiago (1924)
- Casa de Aranas (dom pająków), Metropolitan Park Santiago (1924-1927). Obecnie zburzony z wyjątkiem okna z kutego żelaza, które nadało budynkowi nazwę
- Dom Figuero, obecnie budynek College of Architects, Bernardo O’Higgins Avenidad, Santiago (1922)
- Budynek mieszkalny 84 Catedral Avenidad, Santiago (1923)
- Budynek mieszkalny La Gargola, 268 Merced Avenidad, Santiago (1928)
- Budynek mieszkalny, 84 Merced Avenidad, Santiago (1928)
- Budynek basenu w Santiago de Chile(inne języki) (Avenida Santa María 983, 1929)
- Dom Los Torreones, dom i pracownia architektoniczna Kulczewskiego 201 Estados Unidos Avenidad, Santiago (1930). Łączy on style: średniowieczne, neogotyckie i secesyjne.
- Dzielnica Calle Keller(inne języki), Comuna de Providencia, Santiago (1925)
- Dzielnica Calle Madrid, Santiago (1927)
- Dzielnica Leopoldo Urrutía, Población Militar, Comuna de Ñuñoa, Santiago (1929)
- Dzielnica Población Los Castaños(inne języki), Comuna Independencia, Santiago (1930)
- Dzielnica Conjunto Virginia Opazo(inne języki), Santiago (1940)
- Budynki mieszkalne Los Colectivos w Arica Iquique, Tocopilla i Antofagasta, z architektem Aquiles Zanelli

## Galeria

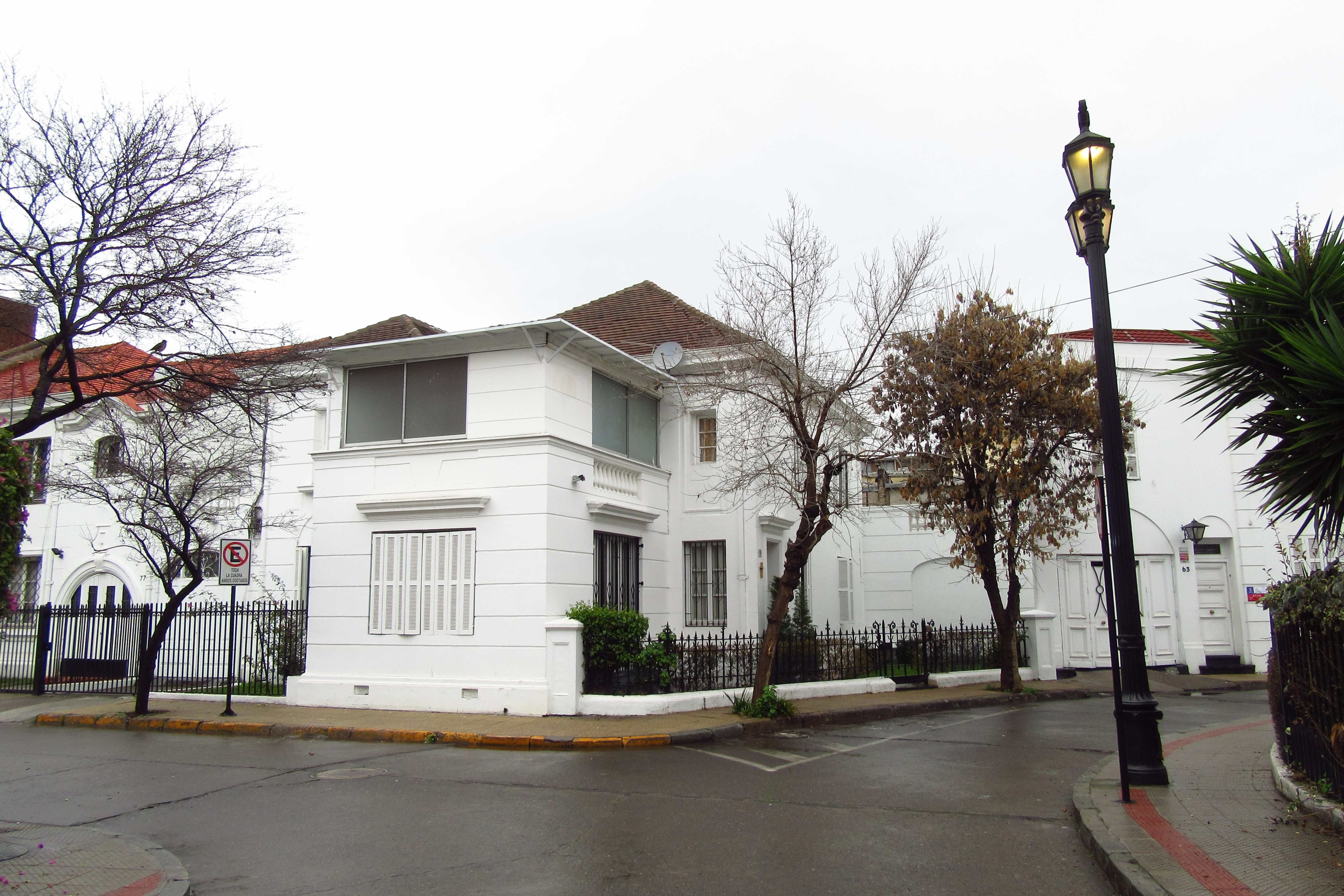
Dom w dzielnicy Conjunto Virginia Opazo (2017)
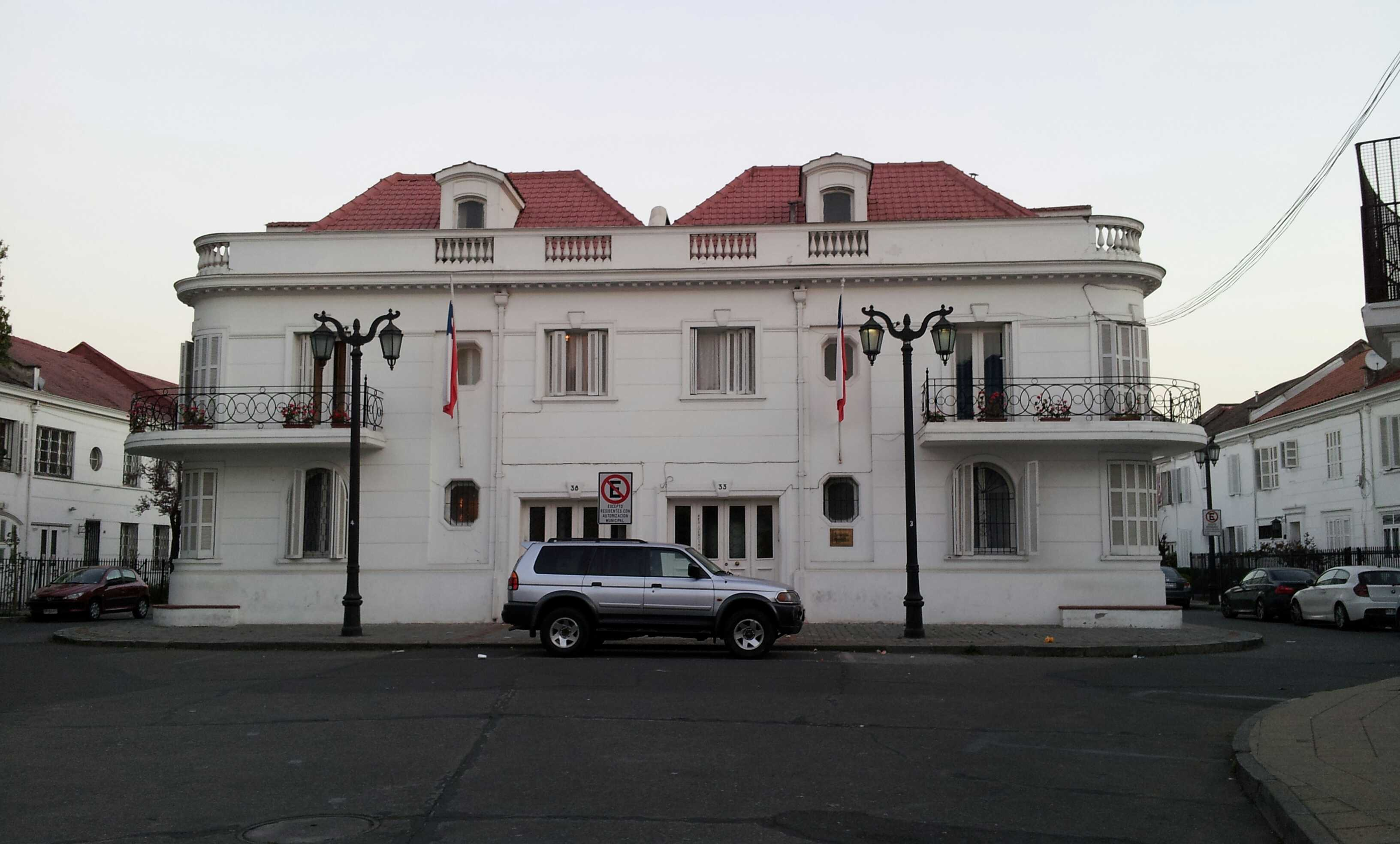
Dom w dzielnicy Conjunto Virginia Opazo (2012)
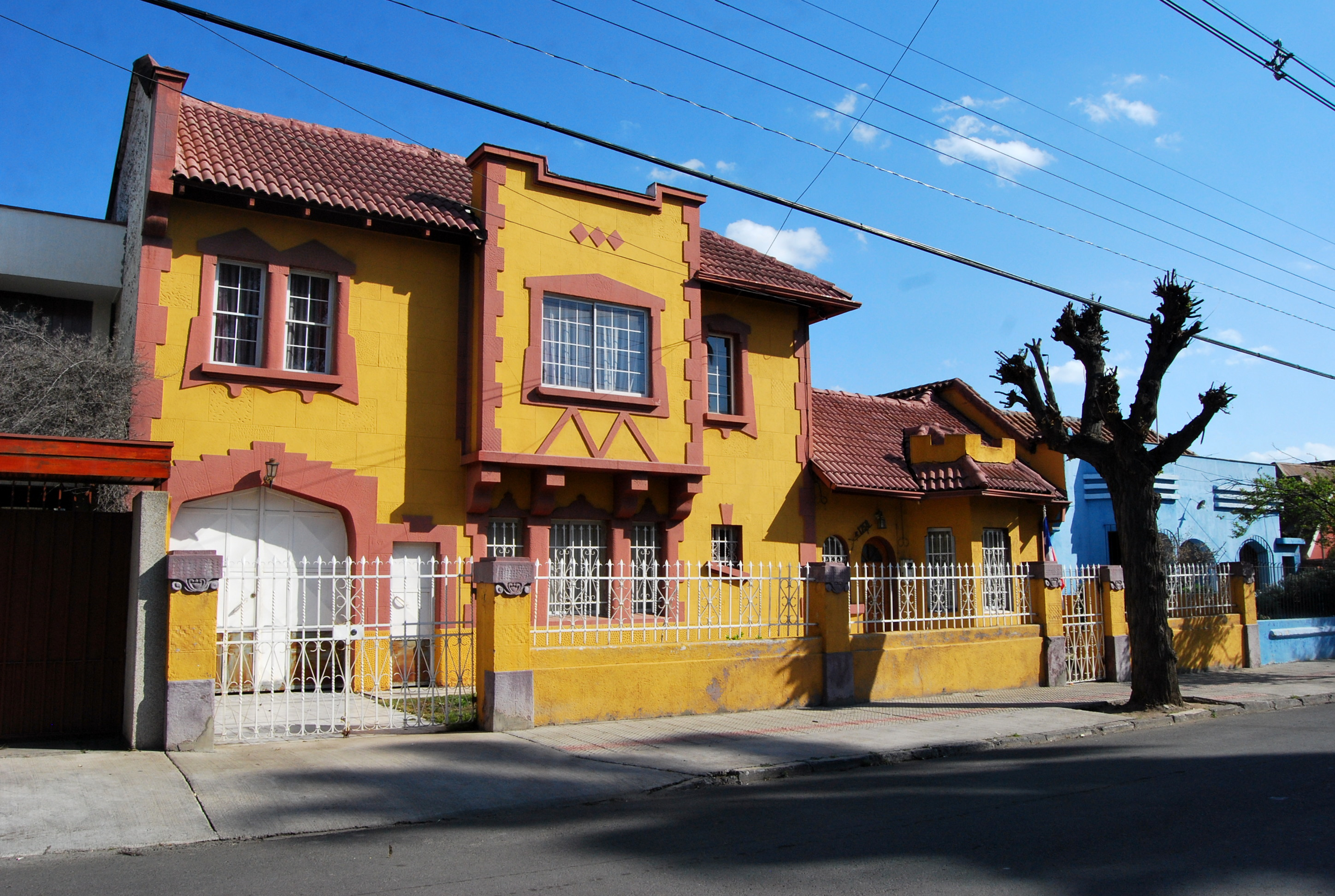
Dom w dzielnicy Población Los Castaños (2013)
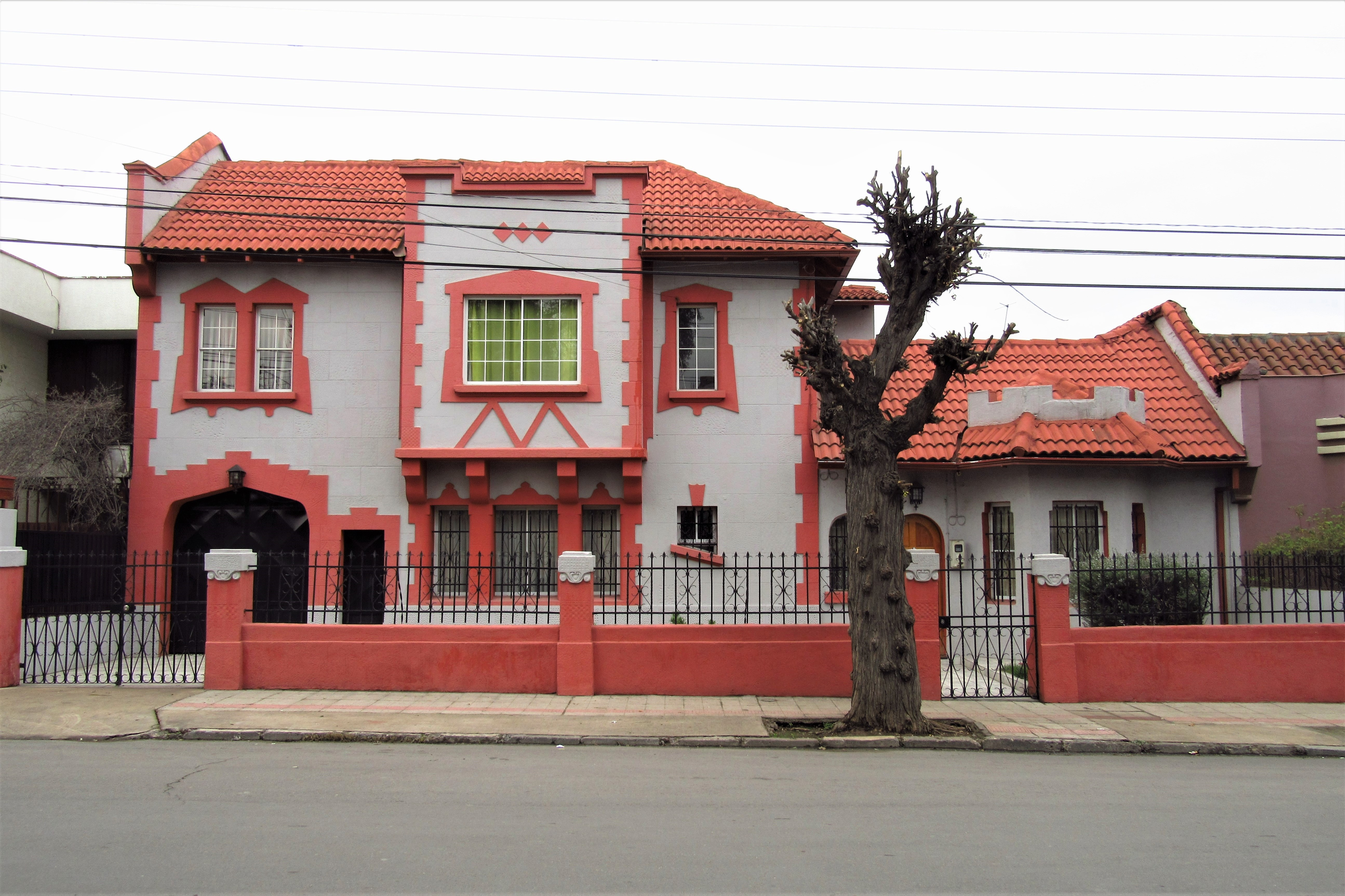
Dom w dzielnicy Población Los Castaños (2017)
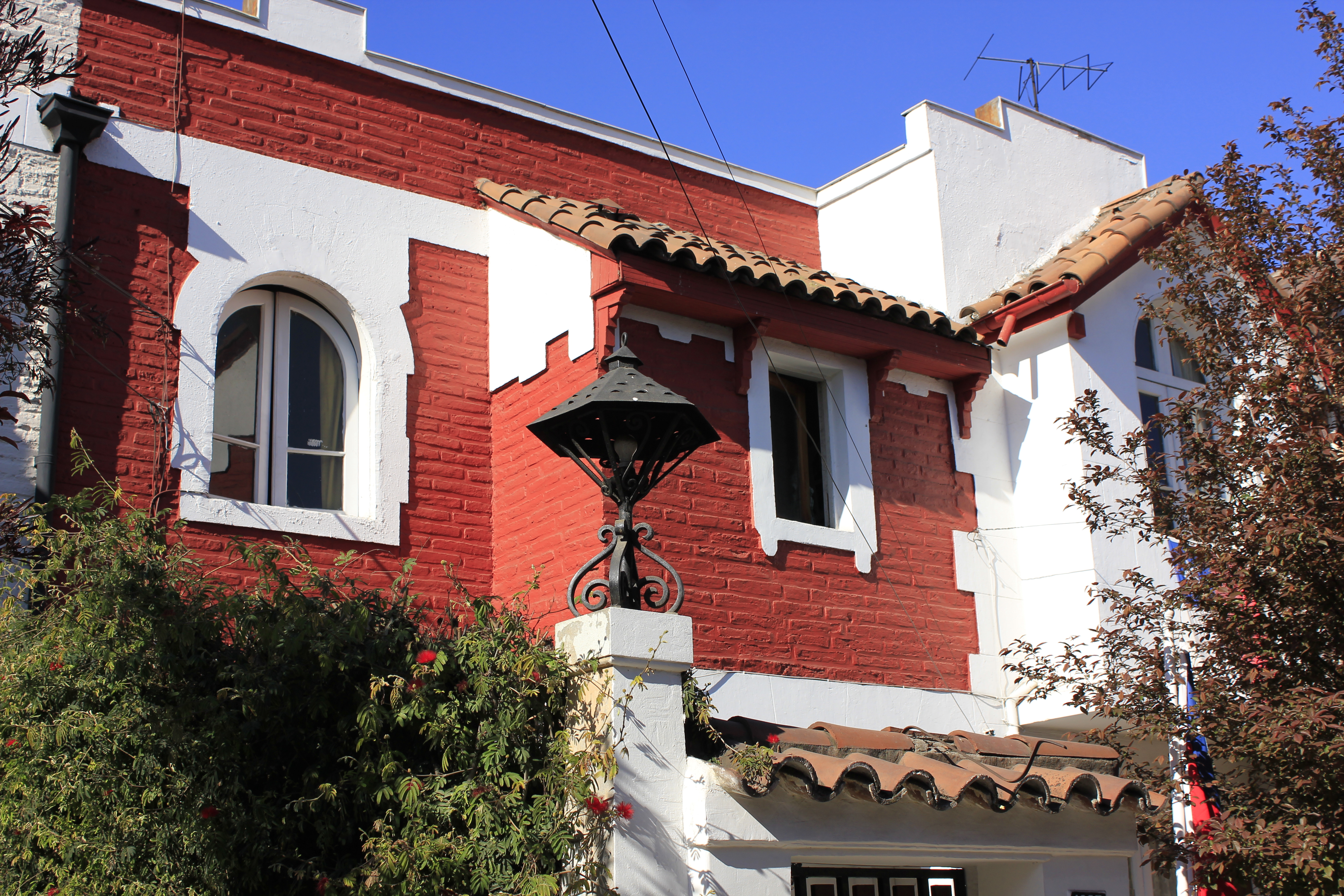
Dom w dzielnicy Calle Keller (2012)
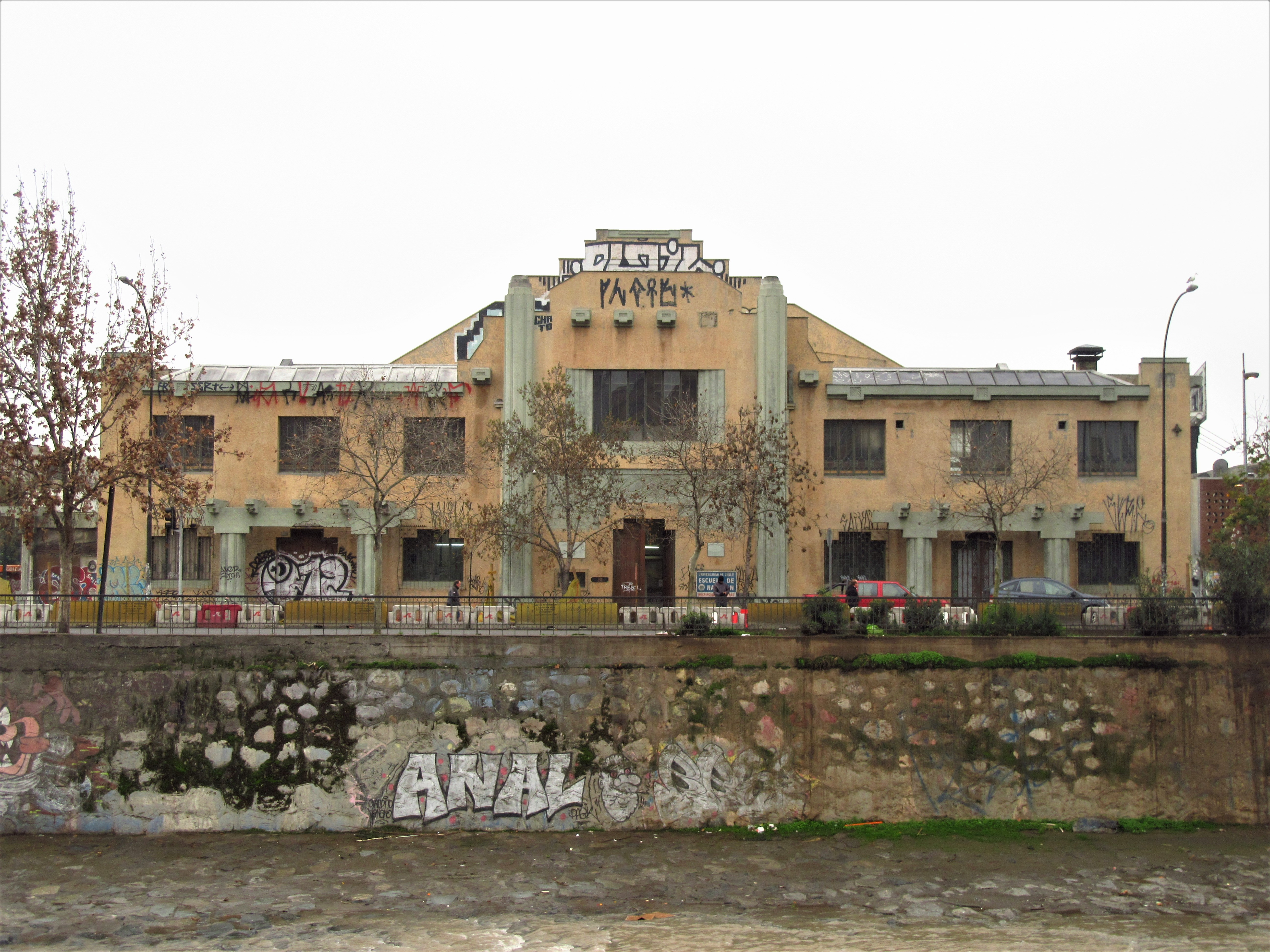
Basen w Santiago de Chile (2017)
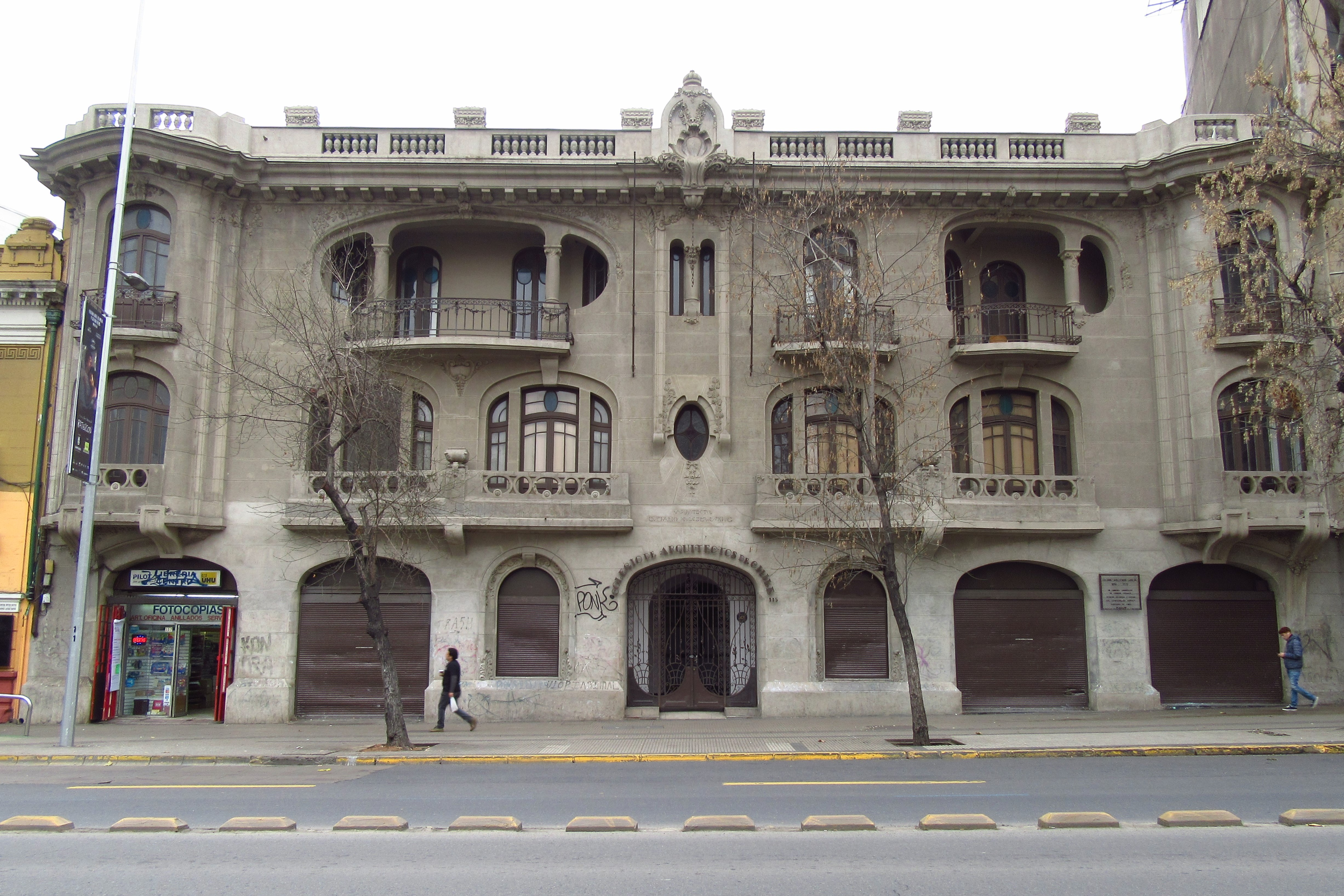
Sede Nacional del Colegio de Arquitectos de Chile (2017)